# Berkeley Studies
Berkeley Studies je recenzovaný vědecký časopis věnovaný irskému filosofovi G. Berkeleymu.

## Charakteristika
První číslo vyšlo roku 1977. Původně vycházel pod názvem Berkeley Newsletter. Od roku 2005 je vydáván jako elektronické periodikum. V roce 2007 začal časopis vycházet pod nynějším titulem Berkeley Studies. V současné době vychází jednou za rok a vydává jej Hampden–Sydney College. Od roku 2007 je šéfredaktorem Stephen H. Daniel.

## Vedoucí redaktoři
| 1977–1985 | E. J. Furlong     |
| 1986–1998 | David Berman      |
| 2005–2006 | Bertil Belfrage   |
| od 2007   | Stephen H. Daniel |